# 特斯拉Roadster (2020)
特斯拉Roadster（Tesla Roadster）是特斯拉公司于2017年11月16日发布的纯电动四座超級跑車。它是首款续航达1000公里的纯电动车，其0-100km/h加速时间为2.1秒。

## 另見
- 蔚来EP9
- Aspark Owl（英语：Aspark Owl）
- Lucid Air（英语：Lucid Air）
- Pininfarina Battista（英语：Pininfarina Battista） - 纯电动超级跑车
- Rimac Concept One（英语：Rimac Concept One） - 双座纯电动超级跑车
- Rimac Nevera（英语：Rimac Nevera） - 纯电动超级跑车 (Concept Two)
- 梅赛德斯-奔驰EQA（英语：Mercedes-Benz EQA）
- Deus Vayanne（英语：Deus Vayanne）